# Daniela Alejandra Miño Larenas
Daniela Alejandra Miño Larenas, née le 10 octobre 1996 à Las Condes au Chili, est une handballeuse internationale chilienne évoluant au poste d'arrière droite.

## Biographie
À 17 ans, elle rejoint l'Europe et signe au CJF Fleury Loiret Handball .

## Palmarès
compétitions internationales
- finaliste de la coupe d'Europe des vainqueurs de coupe en 2015 (avec Fleury Loiret)

compétitions nationales
- vainqueur de la coupe de la Ligue en 2016 (avec Fleury Loiret)